# 新潟市立高志高等学校
新潟市立高志高等学校（にいがたしりつ こうしこうとうがっこう）は、新潟県新潟市中央区高志一丁目にあった市立高等学校。

## 概要
1979年に新潟市立工業高等学校と新潟市立白山高等学校（全日制課程）が統合され開校。（なお白山高校の定時制課程は、1981年に新潟市立鏡ヶ岡高等学校と統合され新潟市立明鏡高等学校となった）
校名「高志」には新しい高校にふさわしく生徒たちが高い志を持ち、立派な人間になって欲しいとの願いがこめられている。校訓は通称「4K精神」で表している。「健康」、「基本」、「勤労」、「希望」のそれぞれのイニシャルの「K」をとったものである。2006年、サッカー部が第85回全国高等学校サッカー選手権大会に初出場。男子バスケットボール部、剣道部男子は県内でもトップレベルの実力である。近年では卓球部も県大会3位と準トップレベルの成績を残した。
2009年4月に同校舎に新潟市立高志中等教育学校が開校した。高志高等学校は2010年度まで募集をし、2013年3月に閉校。

## 設置学科
- 普通科
- 機械科（2011年3月閉科）
- 電気科（2011年3月閉科）

## 部活動
運動部
- 陸上競技部
- サッカー部
- 野球部
- ソフトテニス部
- バドミントン部
- バレーボール部
- バスケットボール部
- 卓球部
- 柔道部
- 剣道部
- 空手道部
- 山岳部
- 水泳部
- ボクシング部

文化部
- 吹奏楽部
- 音楽部
- 美術部
- 書道部
- 地学部
- 生物部
- 物理部
- 化学部
- 家庭科部
- 英語部
- 茶道部
- アマチュア無線部
- 写真部
- 園芸部
- 文芸読書部
- 演劇部
- 手話部
- マイコン部
- アニメーション部
- 囲碁将棋部
- 機械部

## 著名な出身者
- キラー・カーン - プロレスラー（新潟市立白山高校体育科中退）
- 佐藤忠男 - 映画評論家（新潟市立工業高校卒業）文化功労者・紫綬褒章受章・日本映画学校長・勲四等旭日小綬章、芸術選奨文部大臣賞、「韓国王冠文化勲章」（韓国）、「フランス芸術文化勲章シュバリエ章」（フランスの文化勲章）等を受賞している。
- 三輪悟 - 元プロ野球選手・広島東洋カープ他（新潟市立工業高校卒業）、現NPO法人「新潟野球人」メンバー
- 此村大毅 - サッカー選手
- 馬場ももこ- フリーアナウンサー・元テレビ金沢アナウンサー

## 交通
- 新潟駅南口バスプールから新潟交通バス「南長潟・南部営業所」行などで「原の台」下車後徒歩約5分
- 日本海東北自動車道・新潟亀田インターチェンジから市道弁天線を新潟駅南口方面へ北進、サテライト新潟・弁天橋交番・ローソン角を右折後、約500m東進（新潟亀田ICから約10分）。